# Oder-Neisse-linjen
Oder-Neisse-linjen eller Oder-Neisse-grænsen  er en grænse mellem Tyskland og Polen fra 1945, der for det meste løber langs floderne Oder og Neisse. Floderne danner grænsen mellem Tyskland og Polen.
Grænsen mellem Tyskland og Polen blev fastlagt, efter 2. verdenskrig, ved Potsdamkonferencen 2. august 1945 mellem de Allierede, dog med det forbehold, at grænsen skulle endeligt fastlægges ved en endelig fredsaftale. Omkring en fjerdedel af de tyske område indenfor 1937-grænserne kom dermed under midlertidig polsk eller sovjetisk administration. 
Kort efter DDR’s etablering 7. oktober 1949 anerkendte DDR i Görlitz en aftale den 6. juli 1950 om Oder-Neisse-linjen, men uden at anerkende en afståelse af Szczecin og Swinoujscie, der ligger vest for Oder. 
Vesttyskland anerkendte ikke Oder-Neisse-linjen før den 7. december 1970, hvor landet indgik Warszawa-aftalen (en) med Polen, dog med det forbehold, at den endelige aftale om Tysklands østgrænse først kunne fastlægges ved en endelig fredsaftale mellem de to tysklande og de fire allierede. 
Ved to plus fire-aftalen den 16. januar 1992 mellem på den ene side DDR og Vesttyskland og på den anden side USA, Rusland, Storbritannien og Frankrig, samt gennem den tysk-polske grænsetraktat af 14. november 1990 blev det forenede Tysklands østgrænse fastlagt som Oder-Neisse-grænsen.